# Johnnie Wright
Johnnie Robert Wright Jr. (Mount Juliet, 13 mei 1914 - Madison, 27 september 2011) was een Amerikaanse country-muzikant.

## Jeugd
Wright werd geboren als zoon van een boerengezin in de kleine stad Mount Juliet in de nabijheid van Nashville. Op 20-jarige leeftijd zong hij voor een plaatselijk radiostation vaak samen met zijn zus Louise en zijn vrouw Muriel Deason (pseudoniem Kitty Wells). In 1938 ontmoette hij voor de eerste keer de countryzanger Jack Anglin, die iets later trouwde met Louise. Hieruit ontstond een viermans muzikantengroep.

## Carrière
Toen Anglin in 1946 terugkeerde uit zijn diensttijd, richtte hij met Wright het duo Johnnie & Jack op, waarmee ze commercieel succes hadden in de jaren 40 en 50. Na een auto-ongeluk in 1963, waarbij Anglin op tragische wijze om het leven kwam, moest Wright zijn carrière eerst met zijn band The Tennessee Mountain Boys en later als solo-artiest voortzetten. Samen met zijn vrouw en zijn zus Louise richtte hij Johnnie Wright & the Harmony Girls op. In 1964 scoorde hij een hit met Walkin', Talkin', Cryin', Barely Beatin' Broken Heart en met Hello Vietnam had hij een nummer 1-hit te pakken. Dat nummer werd gebruikt als titelsong in de anti-oorlogsfilm Full Metal Jacket van Stanley Kubrick en bezette meerdere weken de toppositie. In 1968 nam hij samen met zijn vrouw Kitty Wells het autobiografisch duet We'll Stick Together op.

## Privéleven en overlijden
Met zijn vrouw Kitty Wells, waarmee hij sinds 1937 was getrouwd, had Wright twee dochters en een zoon. Deze konden en kunnen echter als countrymuzikant niet aanleunen aan de successen van hun ouders. Johnnie Wright overleed in 2011 op 97-jarige leeftijd.

## Referentie
Johnnie Wright overleden: 

## Discografie

### Soloalbums
- 1965: Hello Vietnam
- 1966: Country Music Special
- 1967: Country... The Wright Way
- 1968: Sings Country Favorites

### Met Kitty Wells
- 1968: We'll Stick Together
- 1972: Sing Heartwarming Gospel Songs

- International Standard Name Identifier: 0000 0001 1052 6688
- Library of Congress Control Number: no98046947
- MusicBrainz: 17b76bb5-55e6-4e50-a4f5-7615936adc60
- SNAC: w6fj2fb0
- Virtual International Authority File: 34072127
- WorldCat: E39PBJrm3wbxvbm9PfmtPjKGHC